# Miguel Juárez Celman
Pour les articles homonymes, voir Juárez.
Miguel Ángel Juárez Celman, né à Córdoba le 29 septembre 1844 et mort à Arrecifes le 14 avril 1909, est un avocat et homme politique argentin. Il a été Président de la Nation argentine du 12 octobre 1886 au 6 août 1890.

## Biographie
La carrière de Miguel Juárez Celman fut marquée par l'influence de son beau-frère Julio Argentino Roca, qui activa sa carrière législative. Il fut un grand artisan de la séparation de l'Église et de l'État et un libéral de style aristocratique, développant l'éducation et l'immigration afin de corriger ce qu'il appelait la compréhension troublée du peuple 
argentin.
Il fut élu président du pays qu'il dirigea du 12 octobre 1886 au 6 août 1890, et donna une vigoureuse impulsion aux travaux publics, mais fut incapable de maintenir la stabilité économique et dut faire face à une puissante alliance d'opposition, dirigée par Leandro N. Alem, qui donnera naissance au parti de l’Unión Cívica. Après les évènements baptisés révolution du Parc et malgré la victoire par les armes du gouvernement contre celle-ci, il dut se démettre et se retira définitivement de la vie politique.

### Jeunesse
Juárez Celman naquit et grandit à Córdoba, où il fit ses études chez les jésuites. Il fit ensuite des études de droit et devint avocat en 1869, et obtint son doctorat. Grâce à ses liens familiaux — il appartenait à une famille aristocratique — il entra progressivement dans l'activité politique. À Córdoba, il fut élu député peu après l'obtention de son doctorat, et depuis le parlement provincial, il dirigea le mouvement pour la sécularisation des institutions éducatives. Deux ans plus tard, il fut élu sénateur et en 1877 président du Sénat.
Très rapidement, il gravit les échelons : ministre puis gouverneur de la province pour le Parti autonomiste national, dès le 17 mai 1880.

### Gouvernorat
Avec Julio Argentino Roca, il fut parmi les fondateurs du Parti autonomiste national (PAN). Le PAN avait une conception de type comtien du progrès industriel et civil, ce qui concordait parfaitement avec l'anticléricalisme déjà notoire de Juárez Celman. Parmi ses réalisations, il faut citer l'établissement d'un état civil, de grands travaux d'urbanisme, la création d'écoles et d'hôpitaux ainsi que de colonies agricoles dans les campagnes. Son manque de confiance dans les initiatives populaires et la gestion privatiste de la politique se manifestèrent dans ses constantes interventions directes, son ingérence dans les attributions de crédits et la présence de l'armée en cas de rencontres d'obstacles.
Roca fut amené à soutenir la candidature de Juárez Celman à sa propre succession présidentielle, étant donné leur proximité. Devenu sénateur national en 1883, Juárez Celman se présenta pour le PAN aux élections présidentielles de 1886, où il l'emporta, mais sous les accusations de fraude électorale, pratique des plus fréquentes de la part du PAN. Il était accompagné comme vice-président de Carlos Pellegrini, ex-ministre de la Guerre de Roca, qui avait pris position pour lui dans les pages du journal Sud América fondé par Roque Sáenz Peña.

### Présidence

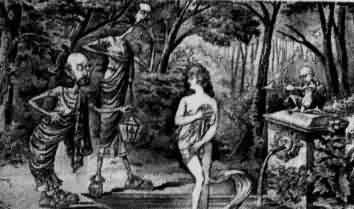
Satire sur l'élection de Juárez Celman: ce dernier (comme Cupidon) veut atteindre la République, pendant que Pellegrini et Roca lui parlent. El mosquito, 1886.

Il assuma la présidence le 12 octobre. Dans son discours inaugural, il annonçait son credo libéral, qui incluait la promotion de l'enseignement, de l'immigration européenne — avec laquelle il prétendait faire reculer l'« infériorité » du sang natif — et de l'entreprise privée.
Habitué à la direction autocratique des affaires publiques, il entra rapidement en conflit avec Roca, qui désirait maintenir son influence sur le gouvernement et le PAN. Il n'hésita pas à recourir à l'intervention fédérale pour agir et faire des manipulations au sein des provinces, dans lesquelles la ligne roquiste était prédominante, en vertu de quoi il gagna l'inimitié de ce dernier ainsi que des déclarations publiques injurieuses. L'énorme concentration du pouvoir politique dans ses mains et dans celles de quelques fonctionnaires directement désignés par lui, fit qu'on appela sa présidence l'Unicato (Unicat-pouvoir unique).
Juárez Celman entreprit des travaux publics importants, surtout à Buenos Aires, avec l'intention de la faire ressembler à une capitale européenne, ce qui constituait sa référence. Il ordonna la construction d'édifices du gouvernement, du théâtre Colón, de nombreuses écoles et infrastructures sanitaires et la réforme du port de Buenos Aires. Il fit privatiser les chemins de fer, jugeant inconvenant qu'un tel service reste entre les mains de l'état. Cela lui valut d'acerbes critiques, comme quoi il soumettait les ressources publiques à des intérêts privés, d'autant plus que les gains des entreprises privées repreneuses se voyaient garantis par des fonds d'état.
Il favorisa aussi l'immigration blanche, en livrant des terres aux colons, beaucoup d'entre elles ayant été obtenues lors de la Conquête du Désert de son prédécesseur Roca. Il mit en route une réforme juridique, y compris l'organisation des tribunaux, l'établissement d'un cadastre de la propriété, le vote de la loi du mariage civil, le code pénal et celui du commerce etc. L'impulsion ainsi donnée vers un régime légaliste se heurta aux accusations de corruption qui furent lancées contre son gouvernement, basées sur l'attribution de travaux à des proches, la spéculation immobilière et financière des membres du gouvernement et le déficit massif du budget public.

### La crise et la chute
Très rapidement, le résultat de l'aliénation et du bradage des moyens publics de production, et du déficit abyssal du budget fut une instabilité financière marquée. À la fin de la décennie 1880, avec la crise économique britannique, la situation devint insoutenable. Les créanciers (la Baring brothers entre autres) exigèrent des paiements qui impliquèrent de puiser dans les réserves d'or et amenèrent une forte inflation. La monnaie était inconvertible depuis 1885. L'émission de monnaie tripla de 1888 à 1889.
Vers 1890 se déclenchèrent de nombreuses grèves exigeant des hausses salariales pour maintenir le pouvoir d'achat, et l'opposition se fortifia. Roca l'avait publiquement traité de « vil y ruin ».
L'Unión Cívica de la Juventud (Union civique de la Jeunesse), un mouvement civil qui avait canalisé une bonne partie de l'opposition à Juárez Celman, se convertit en 1890 en un parti politique, l'Unión Cívica (Union civique, UC). Le 13 avril 1890 la dénonciation par del Valle au Sénat de l'émission clandestine de monnaie provoqua une énorme agitation. Les activistes catholiques, les classes populaires appauvries et les opposants politiques commencèrent à manifester à Buenos Aires et à Rosario. Leandro N. Alem, parrainé par Bartolomé Mitre, convoqua les membres de l'U.C. à un grand meeting, où débuta le mouvement qui le 26 juillet de cette année se termina par la Revolución del Parque (révolution du Parc). Del Valle, Mitre, José Manuel Estrada, Pedro Goyena et Alem, y prirent la parole, incitant à la rébellion contre l'autocratie.
La révolution de 1890 fut sanglante, et pendant les jours de combat, les troupes aux ordres de Roca, Pellegrini et Levalle réprimèrent durement les insurgés, qui capitulèrent quelques jours plus tard. Juárez Celman, qui avait abandonné Buenos Aires craignant pour sa vie, fut incapable de négocier avec son propre parti les conditions de la poursuite de son mandat après la victoire militaire, et le 6 août 1890 il présenta sa démission au Congrès sur demande de Roca. Son mandat resta dans les mains de Pellegrini qui dut affronter une situation économique très dégradée. Les dettes extérieures représentaient 60 % du PIB et la majorité des banques avaient fermé leurs portes.
Juárez Celman abandonna la vie politique et se retira dans son estancia à Arrecifes, où il mourut sans s'être réconcilié avec Roca, le 14 avril 1909.